# Seo Jae Weong
Seo Jae Weong (en hangul, 서재응; en hanja, 徐在應, Gwangju, Corea del Sur, 24 de mayo de 1977) es un beisbolista profesional surcoreano. Juega como pitcher y batea y lanza con la derecha. Choi actualmente juega para los Kia Tigers de la Liga de la Organización Coreana de Béisbol.
Con la selección de béisbol de Corea del Sur participó en el Clásico Mundial de Béisbol 2006 y en el Clásico Mundial de Béisbol 2013.